# Башунг, Ален
Ален Башунг (фр. Alain Bashung, изначальная орфография фамилии — Baschung, 1 декабря 1947, Париж — 14 марта 2009, там же) — французский певец, композитор и актёр. Начиная с 1980-х годов — одна из центральных фигур французской популярной музыки. Наряду с -М-, абсолютный рекордсмен конкурса «Виктуар де ля мюзик» — они являются тринадцатикратными лауреатами.

## Биография
Мать Алена Башунга — бретонского происхождения, работала на заводе резиновых изделий; отец — алжирец (Ален его не знал). В пять лет получил от своего отчима в подарок губную гармонику, с которой не расставался всё детство, так же увлекался велоспортом и баскетболом. В честь окончания школы получил от своей крёстной матери в подарок первую гитару. В 1965 году Ален бросил техникум, где обучался бухучёту, и собрал группу les Dunces, с которой играл фолк и рокабилли. Собрав новый ансамбль, Ален выступает в провинциальных гостиницах и барах. В 19 лет Башунг записывает свой первый сингл Pourquoi rêvez-vous des États-Unis ? и с того же времени профессионально занимается музыкой, в основном как аранжировщик для других певцов, и периодически выступает на концертах. В 1968 году он выпускает сингл Les Romantiques и на обложке пластинки убирает из фамилии букву с в целях её упрощения.
В 1973 году Ален Башунг играет роль Робеспьера в мюзикле Клод-Мишеля Шенберга Французская революция (La Révolution française). Он продолжает выпускать синглы и альбомы, но успехом у широкой публики не пользуется. Тем временем он знакомится с поэтом-пессеником Борисом Бергманом, который станет автором текстов ряда его альбомов.
В 1980 году появляется песня Gaby, oh Gaby, которая становится хитом (более миллиона проданных экземпляров). На следующий год выходит альбом Pizza, с новым хитом Vertige de l’amour. Благодаря этому успеху Башунг получает возможность выступить в престижном зале «Олимпия».
В 1982 году Башунг работает над новым альбомом Play blessures, совместно со своим кумиром Сержем Генсбуром. Альбом, замысленный как идейный отрыв от коммерческих хитов предыдущих лет, не имел большого успеха в своё время, однако сегодня считается одной из главных работ Башунга.
Начиная с 1994 года Башунг много времени посвящает съемкам в кино (впервые он снялся в 1981).
В 2002 году Башунг записывает альбом Cantique des cantiques, основанный на новом переводе библейской Песни песней, выполненном писателем Оливье Кадьо. Диск записан вместе с новой женой Башунга (с 2001), актрисой и певицей Клоэ Монс (fr:Chloé Mons).
24 марта 2008 выходит альбом Bleu pétrole, ставший последним для певца. Он отправляется в турне и принимает участие в нескольких фестивалях. 20 июня 2008 года начинается серия концертов в «Олимпии», несмотря на то, что певец проходит химиотерапию: у него рак лёгких.
1 января 2009 года Ален Башунг стал кавалером ордена Почётного легиона. Умер 14 марта 2009 года в возрасте 61 года и похоронен на кладбище Пер-Лашез.
Через несколько месяцев после его смерти поставлен балет L’Homme à tête de chou на музыку Сержа Генсбура (с одноимённого альбома 1976 г.), для которого Башунг записал свой голос незадолго до смерти. В ноябре 2009 выходит бокс-сет с альбомами Башунга À perte de vue на 27 CD.

## Дискография

### Студийные альбомы
- 1977: Roman-photos
- 1979: Roulette russe
- 1981: Pizza
- 1982: Play blessures
- 1983: Figure imposée
- 1986: Passé le Rio Grande
- 1989: Novice
- 1991: Osez Joséphine
- 1994: Chatterton
- 1998: Fantaisie militaire
- 2002: L’Imprudence
- 2002: Cantique des cantiques
- 2006: La Ballade de Calamity Jane
- 2008: Bleu pétrole
- 2011: L’Homme à tête de chou

### Концертные альбомы
- 1985: Live Tour 85
- 1992: Tour novice
- 1995: Confessions publiques
- 2004: La Tournée des grands espaces
- 2009: Dimanches à l'Élysée

### Компиляционные альбомы
- 1993: Réservé aux Indiens

## Фильмография

### Актёр
- 1981: Nestor Burma, détective de choc de Jean-Luc Miesch
- 1981: Le Cimetière des voitures de Fernando Arrabal
- 1991: Rien que des mensonges de Paule Muret
- 1992: L'Ombre du doute de Aline Issermann
- 1994: Ma sœur chinoise de Alain Mazars
- 1995: Le Jeu de la clé de Michel Hassan
- 1996: Attends-moi de François Luciani (ТВ)
- 1998: Mon père, ma mère, mes frères et mes sœurs... de Charlotte de Turckheim
- 1999: Je veux tout de Patrick Braoudé
- 2000: La Confusion des genres de Ilan Duran Cohen
- 2000: Retour à la vie de Pascal Baeumler (avec Emmanuelle Laborit)
- 2000: Феликс и Лола Патриса Леконта
- 2000: L’Origine du monde de Jérôme Enrico
- 2002: La Bande du drugstore de François Armanet
- 2003: Le P'tit Curieux de Jean Marbœuf
- 2006: Артур и минипуты Люка Бессона (голос M Le maudit)
- 2007: J'ai toujours rêvé d'être un gangster Самюэля Баншетри

### Композитор
- 1981: Nestor Burma, détective de choc de Jean-Luc Miesch
- 1985: Le Quatrième Pouvoir de Serge Leroy
- 1986: Le Beauf de Yves Amoureux
- 1992: Le Jeune Werther Жака Дуайона
- 1994: Pigalle de Karim Dridi
- 1999: Ma petite entreprise de Pierre Jolivet

## Документальные фильмы
- 2016 — Генсбур / Башунг — Фантазия Нельсона (Gainsbourg / Bashung — Fantaisie Nelson), реж. Стефан Бассе / Stéphane Basset